# تریپولی (ویسکانسین)
تریپولی (به انگلیسی: Tripoli) یک منطقهٔ مسکونی در ایالات متحده آمریکا است که در ویسکانسین واقع شده‌است. تریپولی ۴۶۹٫۰۹ متر بالاتر از سطح دریا واقع شده‌است.